# Блюменталь, Юлий Юльевич
Юлий Юльевич Блюменталь (1870—1944) — русский, советский живописец, график, один из основоположников башкирского профессионального изобразительного искусства.

## Биография
Родился 11 августа 1870 года в Казани, в дворянской семье Юлия фон Блюменталя (1837—1881), который в 1879 году стал директором Лесного департамента.
В 1888 году окончил гимназическое отделение Петришуле в Санкт-Петербурге. В 1889 году поступил в Императорскую Академию художеств, где его педагогом стал Н. Д. Кузнецов. В 1893—1894 годах картины Блюменталя были отмечены серебряными медалями Академии художеств. За портрет «Раздумье» (1894) Блюменталь получил звание классного художника 3-й степени.
Занимался политической деятельностью. В 1905 году был избран председателем Белебеевской уездной земской управы. Депутат Государственной думы III созыва от Уфимской губернии, состоял в конституционно-демократической фракции. Был также уполномоченным Комитета помощи раненым Всероссийского земского союза в Уфимской губернской земской управе, гласным Уфимской городской думы, членом Временного комитета и одновременно председателем Уфимского губернского комитета Партии народной свободы, в которой состоял в 1905—1920 годах.

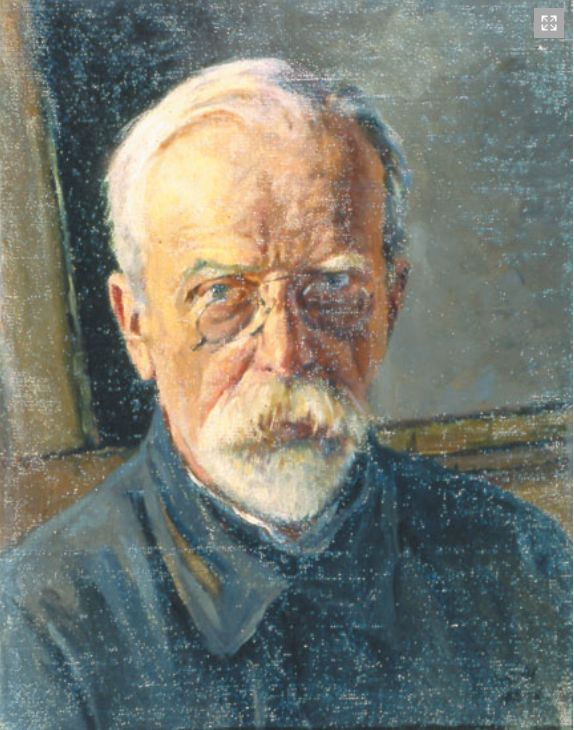
Ю. Блюменталь. Автопортрет

В 1908 году Блюменталь заявил о сложении депутатских полномочий, но позже обратился с просьбой признать своё заявление недействительным. Член комиссий: продовольственной, земельной, по народному образованию, о путях сообщения. Подписал законопроекты: «Об обеспечении отдыха торгово-промышленных служащих», «О распространении земского Положении на Область войска Донского», «О порто-франко устьев Оби и Енисея», «Об учреждении землеустроительных комиссий в степных областях», «Об учреждении в Ростове-на-Дону окружного суда», «О найме торговых служащих», «О распространении на Астраханскую губернию Положения о земских учреждениях», «О введении в Архангельской губернии земского самоуправления», «Об изменении городского избирательного закона», «Об отмене смертной казни».
После окончания срока депутатских полномочий поселился в Уфе. В 1913 году Блюменталь стал одним из организаторов уфимского Общества любителей живописи; в 1916—1917 годах был активным участником проводимых обществом выставок. При его содействии 1 января 1924 года был организован «Кружок друзей художественного музея», устав которого был утверждён Башкирским Наркомвнутделом (газета «Власть труда» от 13.04.1924 № 107).

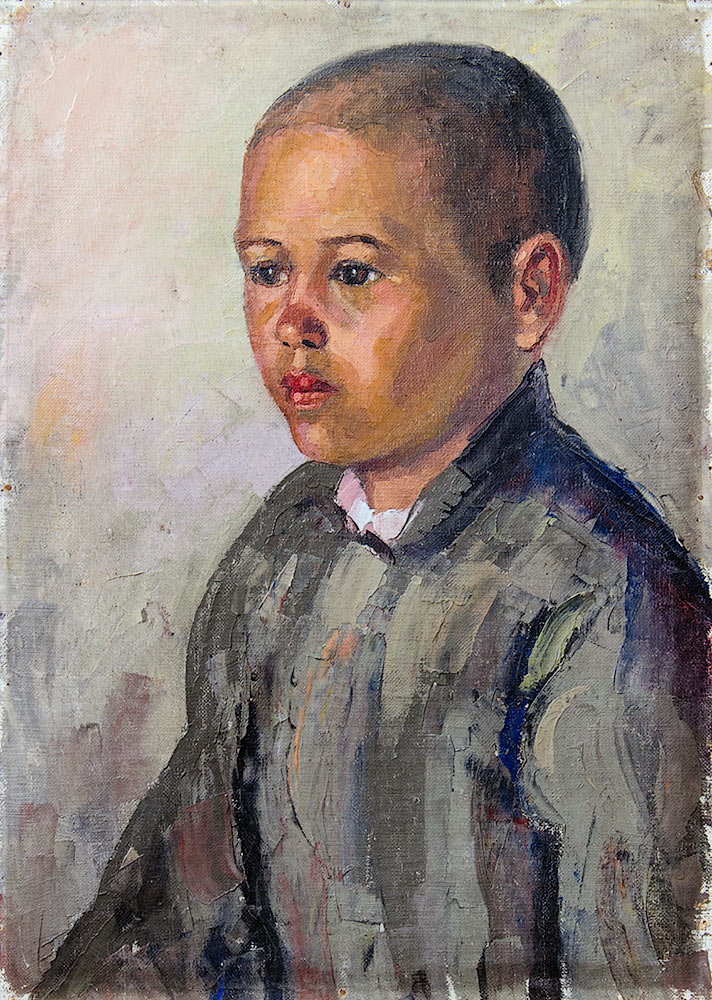
Ю. Блюменталь. Мальчик-бедняк

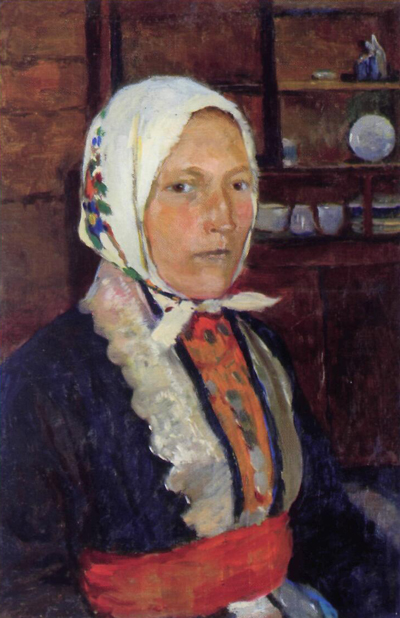
Ю. Блюменталь. Портрет

В 1926—1935 годах — директор Башкирского государственного художественного музея. Преподавал в Башкирском театральном художественном училище (1926—1937).
В 1926—1935 годах Блюменталь — директор Башкирского государственного художественного музея. Будучи директором музея — заложил основы профессионального музейного учёта и документации.
С 1926 по 1937 год преподавал в Уфимском театрально-художественном училище.
В 1928 году вместе с художником В. С. Сыромятниковым участвовал в экспедициях по юго-восточным районам Башкирии с целью изучения и сбора образцов башкирского декоративно-прикладного искусства для формирования коллекции национального декоративно-прикладного искусства в Уфимском художественном Пролетарском музее им. Октябрьской Революции (основан 7 ноября 1919 года). Материалы декоративно-прикладного искусства, собранные ими активно использовались художниками Башкортостана для создания произведений на национальные темы.
Выполненные им во время экспедиции карандашные и акварельные зарисовки предметов национального быта, а также разнообразные материалы, привезенные участниками этой и последующих экспедиций, были выставлены в «башкирском уголке», организованном в музее в 1939 году. В 1929, 1954, 1994 годах музей переименовывался. С 1998 года это Башкирский государственный художественный музей имени М. В. Нестерова.
В 1937 году Блюменталь переехал в Малоярославец Калужской области, откуда в 1941 году он был выслан в Казахскую ССР как «этнический немец». Скончался в 1944 году в деревне Кишелга Кызыл-Ординской области.
Произведения Блюменталя хранятся в Башкирском художественном музее имени М. В. Нестерова.

## Творчество
Ю. Ю. Блюменталь — автор портретов, таких как полотно «Раздумье» (1894), «Портрет матери» (1905), графические листы «Трольберг» (1906), «Портрет А. И. Шингарева» (1918), «Портрет Черданцева» (1924), Портрет матери, х. м" 1920, «Портрет молодой татарки», (1932).
Из его поздних работ — рисунок «Старик-башкир», живописные произведения «Самсинур» и «Автопортрет».
В результате поездок по Башкирии Блюменталь выполнил ряд зарисовок: «Всадник-башкир», «За стрижкой овец».
Основные живописные работы Блюменталя: «Сумерки» (1900), «Последний снег» (1903), «Портрет матери» (1905), «Мотив Инзерского завода» (1928); графические произведения: «С берегов Финляндии» (1906, бум., акв.), «Вид башкирской кочевки» (1928, бум., акв.) хранятся в Художественном музее им. М. В. Нестерова в Уфе.

## Выставки
- «Выставки в Императорской Академии художеств» 1898, 1900, 1902 гг.
- Выставка «Нового общества художников», 1904 г.
- «Художники окраины» Сан-Диего (США, штат Калифорния)1929 году .
- Выставки Уфимского общества любителей живописи, 1916, 1917, 1918 гг.
- Выставки отделения АХРРа, 1925, 1926—1932.

## Награды и звания
- Серебряными медалями Академии художеств (1893, 1894 гг.).
- Классный художник третьей степени (1894).